# Anomala cribriceps
Anomala cribriceps är en skalbaggsart som beskrevs av Bates 1888. Anomala cribriceps ingår i släktet Anomala och familjen Rutelidae. Inga underarter finns listade i Catalogue of Life.